# Kazimierz Nowak
Kazimierz Nowak (Stryj, 11 de enero de 1897— Poznań, 13 de octubre de 1937) fue un explorador y viajero polaco nacido en Stryi, Ucrania, corresponsal y fotógrafo, pionero del reportaje, entre 1931 y 1936 atravesó en solitario el continente africano, primero de norte a sur, y luego de vuelta, 40 mil kilómetros en bicicleta, a pie, a caballo, a camello, en piragua y tren.

## Biografía

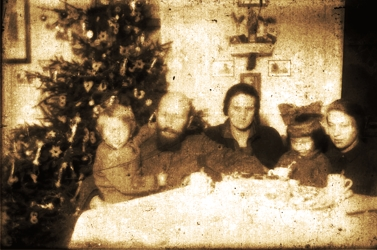
Kazimierz Nowak con su familia

Kazimierz Nowak nació en Stryj (provincia de Leópolis), después de la I Guerra Mundial se trasladó a Poznań, donde trabajaba como periodista en la prensa local.
Desde joven soñaba con conocer África y uno de sus objetivos era viajar ahí para mantener su familia gracias a las retribuciones por los reportajes publicados en la prensa polaca, francesa, italiana e inglesa.
En sus cartas y fotografías del viaje a África logró captar tanto sus experiencias personales, como la riqueza excepcional de la cultura, el medio ambiente y la espiritualidad del continente africano. Con frecuencia expresaba sus opiniones críticas acerca del colonialismo.   
En noviembre de 1936, regresado de su viaje, procuró encontrar trabajo como fotoperiodista en Francia, sin éxito. En 1936 volvió a su país y organizó una conferencia sobre África ilustrada con sus fotos.
Murió algunos meses después de hacer el viaje, a causa de pulmonía, que pudo ser provocada por el agotamiento del organismo, la malaria y una operación quirúrgica de una pierna. Está enterrado en el Cementerio Gorczynski en Poznań.
El 25 de octubre de 2006, en la estación de trenes de Poznań Ryszard Kapuściński descubrió una placa conmemorativa dedicada a Kazimierz Nowak. Al lado de la placa el mapa itinerante del viaje.

## Viaje y retorno: itinerario de una aventura
Los nombres de ciudades, países y propiedades se presentan aquí en las formas utilizadas en el momento del viaje. 
Camino al Sur:

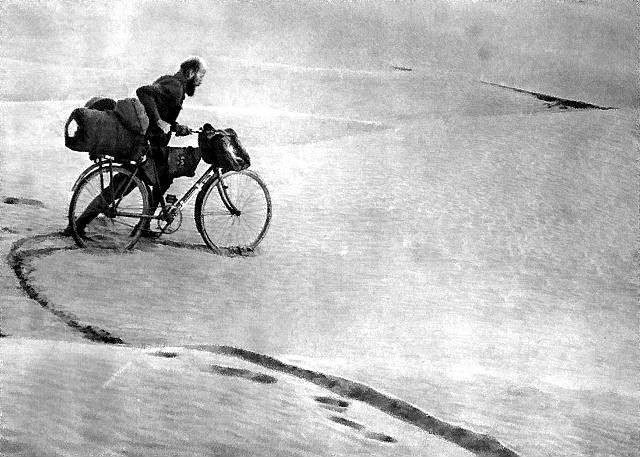
Un viajero y su bicicleta en el desierto africano

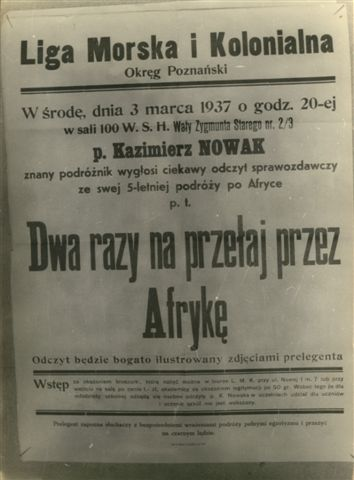
Cartel que invita a la conferencia organizada por la Alianza Marítima y Colonial (Liga Morska i Kolonialna) en marzo 1937, impartida por Kazimierz Nowak e ilustrada con sus fotos del viaje por África.

Salida: noviembre 1931 - Trípoli - Bengasi - Tobruk (Libia) - El Cairo (Egipto) - Jartum - Malakal (Sudán Anglo-Egipcio) - Elisabethville (Rodesia del Norte) - Rodesia del Sur - Pretoria - El Cabo de las Agujas. 
Fin: mayo 1934 (Unión Sudafricana).
Camino al Norte:
Salida: mayo 1934 - El Cabo de las Agujas - Ciudad del Cabo (Unión Sudafricana) - Windhoek (África del Sudoeste) - Angola - Leopoldville - Brazaville (Congo Belga) - Yamena (África Ecuatorial Francesa) - África Occidental Francesa - Argel. 
Fin: noviembre 1936 (Argelia).

## Bibliografía sobre el viajero y sus logros

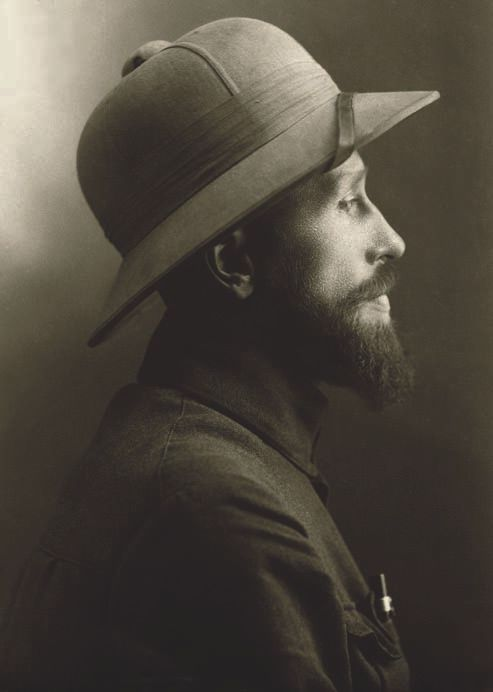
Perfil del viajero

## Placas conmemorativas

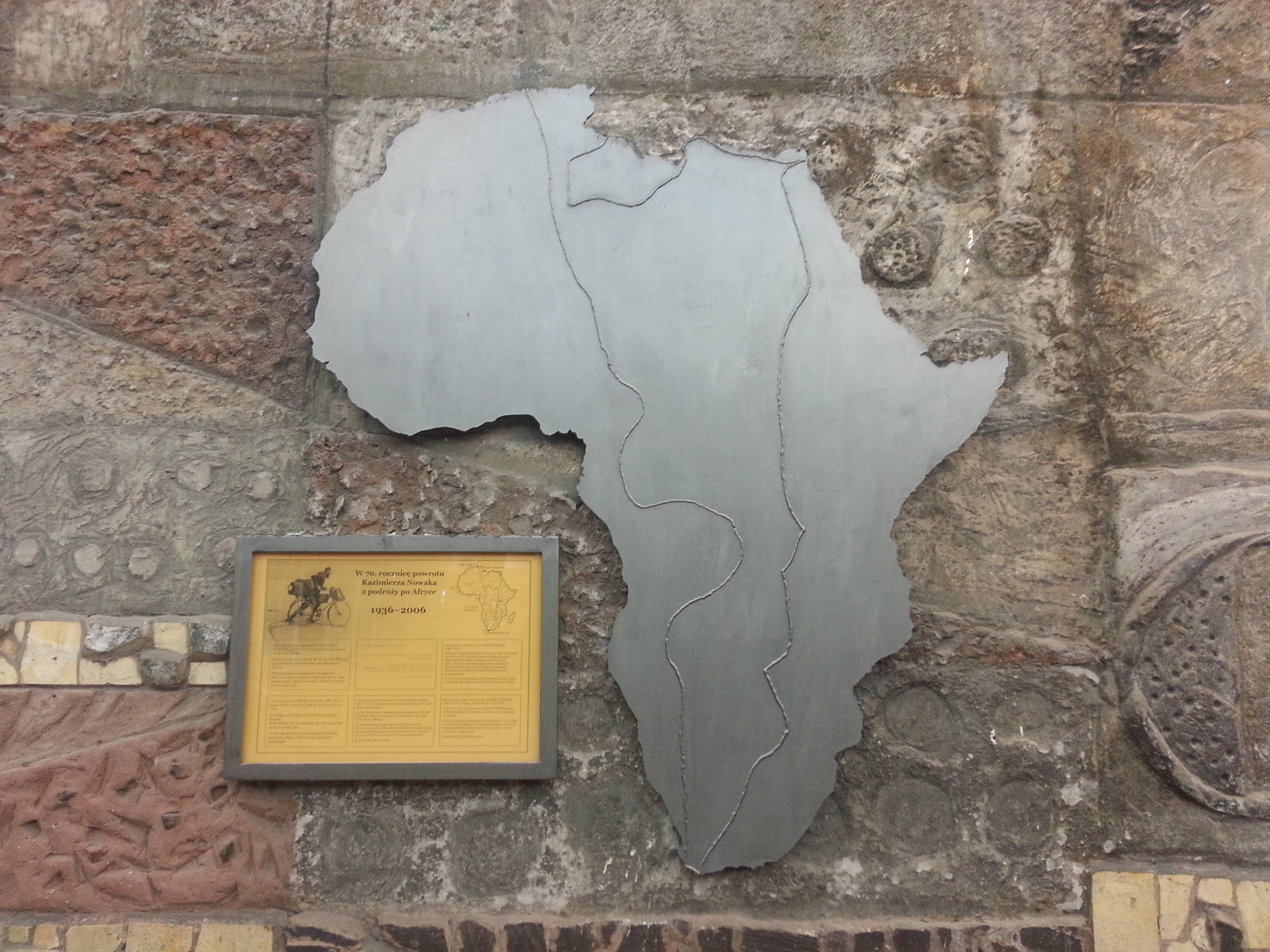
Placa conmemorativa dedicada al viajero en la Estación de Trenes en Poznań.

## Galería fotográfica

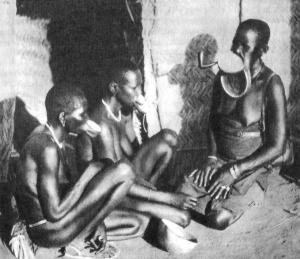
Atavíos de mujer africana.
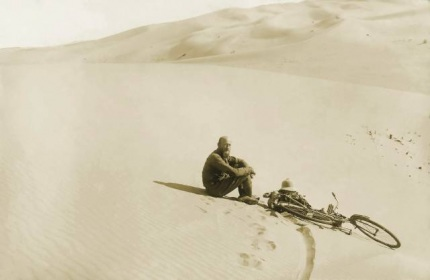
En el desierto en África.
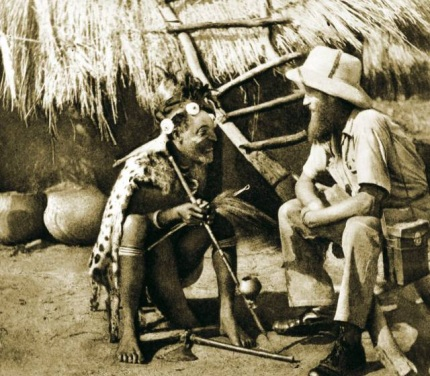
Nowak con un chamán pigmeo.
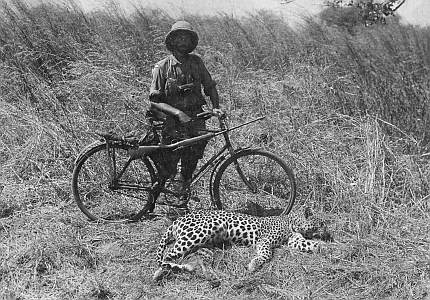
Caza del leopardo.
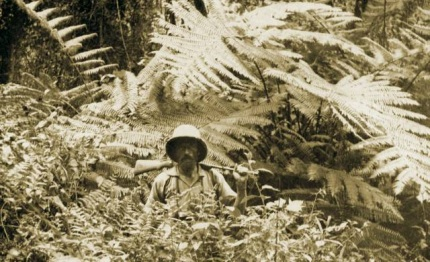
En una jungla en África.
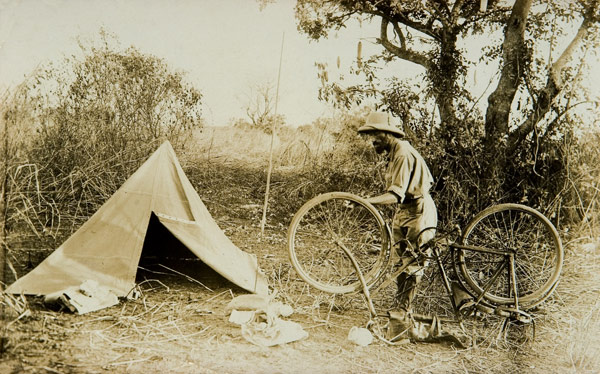
Reparando su bicicleta.
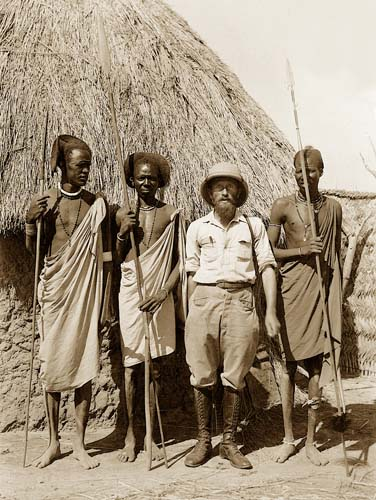
Con guerreros africanos.
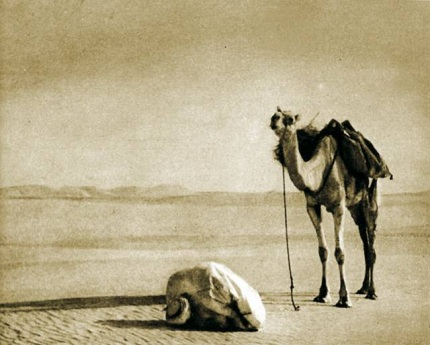
Nómade orando.